# Nastia Liukin
Nastia Liukin (n. 30 octombrie 1989, Moscova, RSFS Rusă, URSS) este o gimnastă artistică americană, medaliată olimpică. A participat la o ediție a Jocurilor Olimpice (2008) în care a câștigat o medalie de aur, 3 medalii de argint și o medalie de bronz.